# Пирогово (аэродром)
Пиро́гово — спортивный аэродром в Удмуртии, расположенный в Ленинском районе города Ижевска близ микрорайона Бригада Самолёт. На аэродроме базируется Ижевский аэроклуб ДОСААФ России.

## История
Аэродром был построен в 1934 году был вблизи деревни Пирогово, по которой и получил своё название. Это был первый ижевский аэродром, на котором был создан аэроклуб. С аэродрома Пирогово выполнялись почтово-пассажирские рейсы Ижевск - Нижний Новгород. Было создано санитарное звено, впоследствии и звено для перевозки срочных грузов. На самолётах У-2 выполнялись авиационные работы: санитарные рейсы по региону, доставка почты, аэросев.

## Транспорт
Добраться до аэродрома можно следующим транспортом:
- маршрутным такси № 71 (от улицы Гагарина);
- электричкой — до платформы 31 км.